# Daniels Hill
Daniels Hill är en nunatak i Antarktis. Den ligger i Västantarktis. Argentina, Chile och Storbritannien gör anspråk på området. Toppen på Daniels Hill är 1 936 meter över havet.
Terrängen runt Daniels Hill är platt åt nordväst, men åt sydost är den kuperad. Terrängen runt Daniels Hill sluttar brant österut. Trakten är obefolkad. Det finns inga samhällen i närheten.